# L'Invitée de l'hiver

L'Invitée de l'hiver (The Winter Guest) est un drame américano-britannique co-écrit et réalisé par Alan Rickman, sorti en 1998. 
Le film est adapté de la pièce du même nom de Sharman Macdonald.

## Synopsis
Dans un petit port d'Écosse, Frances, qui vient de perdre son mari, se laisse envahir par le désespoir, malgré la présence de son fils qui doit lui aussi reconstruire sa vie avec la présence étouffante de ce père décédé. Il y a également Elspeth, la mère de Frances, qui, malgré des rapports conflictuels avec sa fille, tente de lui redonner le goût de la vie.

## Fiche technique
- Titre francophone : L'Invitée de l'hiver
- Titre original : The Winter Guest
- Réalisation : Alan Rickman
- Scénario : Sharman MacDonald, Alan Rickman
- Production : Steve Clark-Hall, Ken Lipper, Edward R. Pressman (USA, Angleterre)
- Musique : Michael Kamen
- Photographie : Sheamus MacGarvey
- Montage : Scott Thomas
- Direction artistique : Ben Scott
- Distribution des rôles : Joyce Nettles
- Décors : Robin Cameron Don
- Costumes : Joan Bergin
- Pays de production : Royaume-Uni, États-Unis
- Genre : drame
- Format : couleur - Technicolor
- Durée : 108 minutes
- Date de sortie : 18 février 1998

## Distribution
- Emma Thompson : Frances
- Phyllida Law : Elspeth
- Gary Hollywood : Alex
- Arlene Cockburn : Nita
- Sheila Reid : Lily
- Sandra Voe : Chloé
- Douglas Murphy : Sam
- Sean Biggerstaff : Tom
- Tom Watson : le ministre